# SMPTE 372M
SMPTE 372M은 SMPTE 259M, SMPTE 344M 및 SMPTE 292M을 확장하여 2개의 와이어를 통해 2.970Gbit/s 및 2.970/1.001Gbit/s의 비트 전송률을 허용하는 SMPTE에서 발표한 표준이다. 이러한 비트 전송률은 초당 50 또는 60프레임의 1080p 비디오에 충분하다.
이 표준은 비공식적으로 듀얼 링크 HD-SDI로 알려져 있으며 직렬 디지털 인터페이스를 정의하는 표준 제품군의 일부이다.